# Östra Herrestads församling
Östra Herrestads församling var en församling i Lunds stift och i Simrishamns kommun. Församlingen uppgick 2002 i Hammenhögs församling.

## Administrativ historik
Församlingen har medeltida ursprung.
Församlingen var till 1 maj 1925 moderförsamling i pastoratet Östra Herrestad och (Östra) Ingelstad. Från 1 maj 1925 till 2002 var församlingen annexförsamling i pastoratet Hammenhög, Hannas och Östra Herrestad som före 1983 även omfattade Östra Ingelstads församling och från 1962 Vallby församling. Församlingen uppgick 2002 i Hammenhögs församling.

## Kyrkor
- Östra Herrestads kyrka